# Winicjusz Chróst
Winicjusz Mieczysław Chróst (ur. 23 października 1952 we Wrocławiu, zm. 28 marca 2020 w Sulejówku) – polski gitarzysta, multiinstrumentalista, kompozytor i realizator nagrań, założyciel studia nagraniowego swojego imienia.

## Życiorys
W 1971 zadebiutował jako gitarzysta w zespole System, który związany był z klubem studenckim „Stodoła”. W 1974 dołączył do zespołu Tadeusza Nalepy – Breakout, z którym nagrał album Kamienie (1974). Przez wiele lat współpracował z Big Bandem Polskiego Radia pod kierownictwem Andrzeja Trzaskowskiego.
Jako członek zespołu lub muzyk sesyjny brał udział w nagraniach radiowych i płytowych, m.in. Grupy Organowej Krzysztofa Sadowskiego, Piotr Figiel Ensemble, Anny Jantar, Macieja Zembatego, Urszuli Sipińskiej, Alicji Majewskiej, Mulatu Astatke, Marcina Kiljana, grupy Jajco i giganci, Waldemara Kuleczki i Danuty Stankiewicz. Napisał również wszystkie piosenki na płytę Ewy Bem I co z tego masz?.
Wystąpił w roli epizodycznej jako muzyk zespołu Krzyk w filmie muzycznym Pawła Karpińskiego To tylko rock (1983). Jego związki z kinematografią obejmują jednak także wykonanie muzyki do filmów Ukryty w słońcu (1980) i Marcowe migdały (1989), a także realizację nagrań do filmów Sposób na Alcybiadesa i Spona (odpowiednio – 1997 i 1998). Współtworzył też ścieżkę dźwiękową (partie gitary) do filmu W pustyni i w puszczy z 1973, z muzyką Andrzeja Korzyńskiego.
W 1989 założył profesjonalne Studio Winicjusza Chrósta w Sulejówku, którego był właścicielem i realizatorem nagrań, w którym powstało wiele przebojów spod znaku muzyki rockowej i jazzowej. Nagrywali tu artyści, tacy jak Kult, Kasia Kowalska, Lady Pank, Oddział Zamknięty, Perfect, T.Love, Osjan, Dezerter, Wilki, Grzegorz Ciechowski, Republika, Kayah, Breakout, Ira, Monika Brodka, Beata Kozidrak, Maryla Rodowicz, Robert Chojnacki, Blue Café, Papa Dance, Wojciech Gąssowski, Teatr Muzyczny Roma, Doda, Krzysztof Herdzin, Wojciech Karolak, Stanisław Soyka, Krzysztof Ścierański czy Leszek Możdżer, a także międzynarodowi muzycy jak Reggie Wooten, Paul Wertico, czy Mulatu Astatke. Powstało tu wiele nagrań oraz przebojów, między innymi „Ołowiana kula” (1994) Perfectu, „Chłopaki nie płaczą” (1997) T.Love, „Baśka” (2002) i „Here I Am” (2003) Wilków, czy „Czas nie będzie czekał” (2008) Blue Café.
W drugiej połowie lat 90. XX wieku nagrał wiele płyt wielu gwiazd polskiej estrady, które wydawał, pracując wówczas jako A&R w PolyGram Polska / Universal Music Polska. Próbował zrealizować projekt, którego wynikiem miała być jego autorska płyta.
W 2014, po 40 latach powrócił do zespołu Breakout.
Zmarł w wyniku ciężkiej choroby 28 marca 2020, został pochowany 1 kwietnia na cmentarzu w Sulejówku

## Dyskografia
Wystąpił jako muzyk sesyjny na płytach:
- 1975: Three Thousands Points Krzysztofa Sadowskiego
- 1977: Jumbo Jet Arp Life
- 1977: Swing & Blues Krzysztofa Sadowskiego
- 1978: Życie moje Elżbiety Wojnowskiej
- 1979: Wokół cisza trwa Krzysztofa Cugowskiego
- 1982: China Disco Johna Portera
- 1982: Matko, która nas znasz Stanisława Sojki
- 1983: Krystyna Prońko i jego reedycja Jesteś lekiem na całe zło (1994) Krystyny Prońko
- 1986: I co z tego masz? Ewy Bem
- 1986: Gejsza nocy Maryli Rodowicz
- 1988: Różne kolory Michała Lonstara
- 1991: Historie prawdziwe Edyty Geppert
- 1991: Jestem Polakiem Raz, Dwa, Trzy
- 1991: Absolutnie nic Maryli Rodowicz[16]
- 2000: Tak po prostu zespołu Poluzjanci
- 2004: Independent Krzysztofa Ścierańskiego
- 2004: Piosenki grupy Balkan Electrique
- 2004: Rythm & Puls zespołu Kasa Chorych
- 2007: Why? Johna Portera
- 2015: Z bezpieczną szybkością Arp Life

W marcu 2021 roku, nakładem GAD Records ukazał się album pt. Bez tego i owego zawierający nagrania studyjnego projektu Winicjusza Chrósta pod nazwą Zmęczeni. Była to jednocześnie zapowiedź przygotowywanej przez tę wytwórnię antologii zatytułowanej Promienie dźwięku - z wyborem autorskich nagrań gitarzysty, która miała swą premierę w listopadzie tego samego roku.